# Avantgarde Music
La Avantgarde Music è una etichetta discografica italiana focalizzata sui generi black e doom metal, fondata da Roberto Mammarella come una continuazione della Obscure Plasma Records. La Avantgarde Music ha una sotto-etichetta chiamata Wounded Love Records che ha pubblicato gli album dei Dolorian, Taake e Dark Sanctuary.
Il primo disco prodotto da Avantgarde Music è stato realizzato nel 1994 e si tratta di Stream from the Heavens dei Thergothon un classico del genere funeral doom. L'etichetta ha in seguito firmato contratti con molte note band della scena black, death e doom metal come i Mayhem, Carpathian Forest, Behemoth e Unholy.

## Artisti
Lista delle band pubblicate dall'etichetta discografica:
- Abysmal Grief
- Ad Hominem
- Astarte
- Azaghal
- Behemoth
- Carpathian Forest
- Dark Sanctuary
- Darkspace
- Death SS
- Diabolical Masquerade
- Drought
- Dødheimsgard
- Enochian Crescent
- Eternity
- Evoken

- Forgotten Tomb
- Kanonenfieber
- Katatonia
- Keep of Kalessin
- Mayhem
- Mesarthim
- Mysticum
- Necrodeath
- Nehëmah
- Nocternity
- Nortt
- Novembers Doom
- Obtained Enslavement
- Opera IX
- Pan.Thy.Monium

- Selvans
- Shade empire
- Shining
- Sojourner
- Solefald
- Taake
- Thergothon
- This Empty Flow
- Throes of Dawn
- Tormentor
- Ulver
- Unholy
- Winds
- Wyrd